# Al-Khaldiya SC
Al-Khaldiya SC (en árabe: الخالدية‎) es un equipo de fútbol de Baréin que juega en la Liga Premier de Baréin, la primera división nacional.

## Historia
Fue fundado el 27 de octubre de 2020 en Hamad Town y es uno de los equipos de fútbol más nuevos de Baréin, así como uno de los equipos con más recursos financieros del país. El nombre del equipo significa "Eternidad".
Iniciaron en la tercera categoría logrando el ascenso como subcampeón de liga, y en la Copa del Rey de Baréin fue eliminado en la segunda ronda por el Riffa SC por 0-1. En su debut en la primera división lograría ganar la Copa del Rey de Baréin venciendo en la final al East Riffa Club.
En la siguiente temporada logra ser campeón nacional por primera vez, además de ganar la Supercopa, y clasificó a la Copa AFC 2023-24 donde fue eliminado en la ronda de playoff por el Al-Nahda Club de Omán.

## Palmarés
- Liga Premier de Baréin: 2

2022–23, 2023-24
- Copa del Rey de Baréin: 1

2022
- Supercopa de Baréin: 1

2022

## Participación en competiciones de la AFC
| Temporada | Torneo   | Ronda   | Club          | Casa | Visita | Global |
| --------- | -------- | ------- | ------------- | ---- | ------ | ------ |
| 2023/24   | Copa AFC | Playoff | Al-Nahda Club | 2-3  | 2-3    | 2-3    |

## Entrenadores
- Mohammad Al-Shamlan (2021)
- Dragan Talajić (2021–2022)
- Bruno Pereira (2022)
- Dalibor Starčević (2022–presente)